# Perle Bouge
Perle Bouge (Rennes, 1 de diciembre del 1977) es una conocida remera francesa discapacitada, quien fue medallista de plata en los juegos paralímpicos de Londres en 2012 y bronce en los de Río 2016.

## Biografía
Perle Bouge, con 19 años en 1996 en una visita en la capital de la región francesa de Bretaña, sufrió un accidente de tránsito que la dejó incapacitada de por vida,ya rehabilitada formó parte de la selección francesa de baloncesto en silla de ruedas 2001 a 2010,a la edad de 32 años comenzó a practicar remo en 2009 hasta lograr desempeñarse en pruebas de remo en la categoría de tronco y brazos, acumulando varios títulos a su nombre en dicha disciplina. Ganó dos medallas Paralímpicas en parejas mixtas con Stéphane Tardieu: la primera de plata en los Juegos de Verano de Londres 2012, la segunda de bronce en los Juegos de Río 2016. Durante los juegos de Tokio 2020 terminó en novena posición, y en 2022 fue ganadora de medalla de plata durante el Campeonato de Europa disputado en Múnich.
En 2023 obtuvo las posiciones 7.º en pares mixtos de tronco y brazos (PR2 Mix2x) en el campeonato mundial de Belgrado, 6.º en parejas mixtas de tronco y brazos (PR2 Mix2x) en la II Copa del Mundo de Varese (Italia) y 6.º en pares mixtos de tronco y brazos (PR2 Mix2x) en el Campeonato de Europa de Bled (Eslovenia).
Desde abril del 2018, ha desempeñado como miembro de la Comisión de Atletas, órgano de dieciocho atletas presidido por Martin Fourcade, para la preparación de las olimpiadas paralímpicas París 2024, e incluso siendo embajadora de la red francesa Bienestar de la Salud Deportiva (RSSBE)logrando el quinto lugar con su compañero Benjamín Daviet.

## Lista de premios

### Juegos Paralímpicos
- 2012 en Londres,  Reino Unido
  - Medalla de plata, Medalla de plata en parejas mixtas.
- 2016 en  Río de Janeiro,  Brasil
  - Medalla de bronce en parejas mixtas.

### Campeonato del mundo
- 2010 en Karapiro , Nueva Zelanda
  - Medalla de plata en parejas mixtas.
- 2011 en Bled ,  Eslovenia
  - Medalla de plata en parejas mixtas.
- 2013 en Chungju ,  Corea del Sur
  - Medalla de plata en parejas mixtas.
- 2014 en Ámsterdam ,  Países Bajos
  - Medalla de plata en parejas mixtas.
- 2015 en Aiguebelette ,  Francia
  - Medalla de bronce en parejas mixtas.
- 2018 en Plovdiv ,  Eslovenia
  - Medalla de oro en remera solitaria.
- 2019 en Ottensheim ,  Austria
  - Medalla de bronce en parejas mixtas.
- 2022 en Racice,  República Checa
  - Medalla de bronce en parejas mixtas.

### Campeonatos de Europa
- 2021 en Varèse,  Italia
  - Medalla de bronce en parejas PR2 mixto.
- 2022 en Múnich,  Alemania
  - Medalla de plata en parejas PR2 mixto.